# 저우커우뎬
저우커우뎬(한국어: 주구점, 중국어: 周口店, 병음: Zhōukǒudiàn)은 중국 베이징시 팡산구의 동굴이다. 베이징시 중심에서 서남 약 55km 지점에 있다. 저우커우뎬에서는 베이징 원인으로 불리는 호모 에렉투스의 첫 번째 표본과 거대한 하이에나 파치크로쿠타의 뼈들을 포함한 많은 고고학적인 발견이 이루어졌다. 베이징 원인은 동굴에서 약 20~78만년 전에 살았다.
저우커우뎬의 계골산(鷄骨山)에서 화석이 발견되었기 때문에 1921년 요한 군나르 안데르손이 이 부근을 조사하여 석회암 동굴인 원인동(猿人洞)을 발견했다. 베이징 원인의 화석은 1921년에 요한 군나르 안데르손에 의해 발견되었고 오토 츠단스키에 의해 처음 발굴되었으며 1923년에 베이징 원인의 이빨이 발견되었다. 이후 원인동의 조사는 보링과 데이비드손 블랙 박사에 의해 1929년부터 실시되었다. 데이비드손 블랙에 의해 이들이 예전에 알려지지 않았던 종에 속한다는 것이 확인되었고 이후 광범위한 발굴이 이루어졌다.
석회석의 틈은 플라이스토세 중기의 퇴적물을 포함하고 있고 여기서 약 45명의 사람과 동물, 돌 파편과 양날찍개가 발굴되었다. 가장 오래된 것은 약 75만 년 전의 것이다. 전기 구석기 시대에 이곳은 호모 사피엔스의 차지가 되었고 호모 사피엔스의 유적과 석기, 골각기가 동굴 꼭대기에서 발견되었다.
동굴 안에는 동서 50m, 남북 16m, 두께 11~16m의 퇴적물이 있고 다량의 화석수골(獸骨)과 함께 북경원인의 이가 발견되었다. 1929년에는 비문중(斐文中)에 의해서 완전한 두개골이 발견되었다. 1937년까지에 약 40체분(體分)의 북경원인의 화석골이 발굴되었다. 또한 1930년에는 원인동의 상부에 상동(上洞)이 발견되어 1932년, 1934년에 비문중에 의해서 발굴되어 후기 구석기시대의 인골·상동인이 출토되었다.

## 상동인
상동인은 북경 교외 저우커우뎬의 원인동 위쪽 상동에서 1933~34년에 발견된 현생인류이다. 7체의 인골이 발굴되었다. 그것들은 원시 몽골형, 멜라네시아형, 에스키모형에 속하는 현생인류였다. 인골과 함께 골각제의 바늘, 귀고리, 부싯돌로 만든 석기가 나왔고 유럽의 마들렌기에 해당한다고 되어 있다. 한 가족의 구성원으로 여겨지는 여러 유골이 발견된 점이 주목할 만하고, 특히 두개골이 긴 것이 특징이다. 원중국인(原中國人)에 유사한 인골은 발견되지 않았다.

## 같이 보기
- 중화인민공화국의 세계유산
- 베이징 원인